# Cena Ansela Adamse

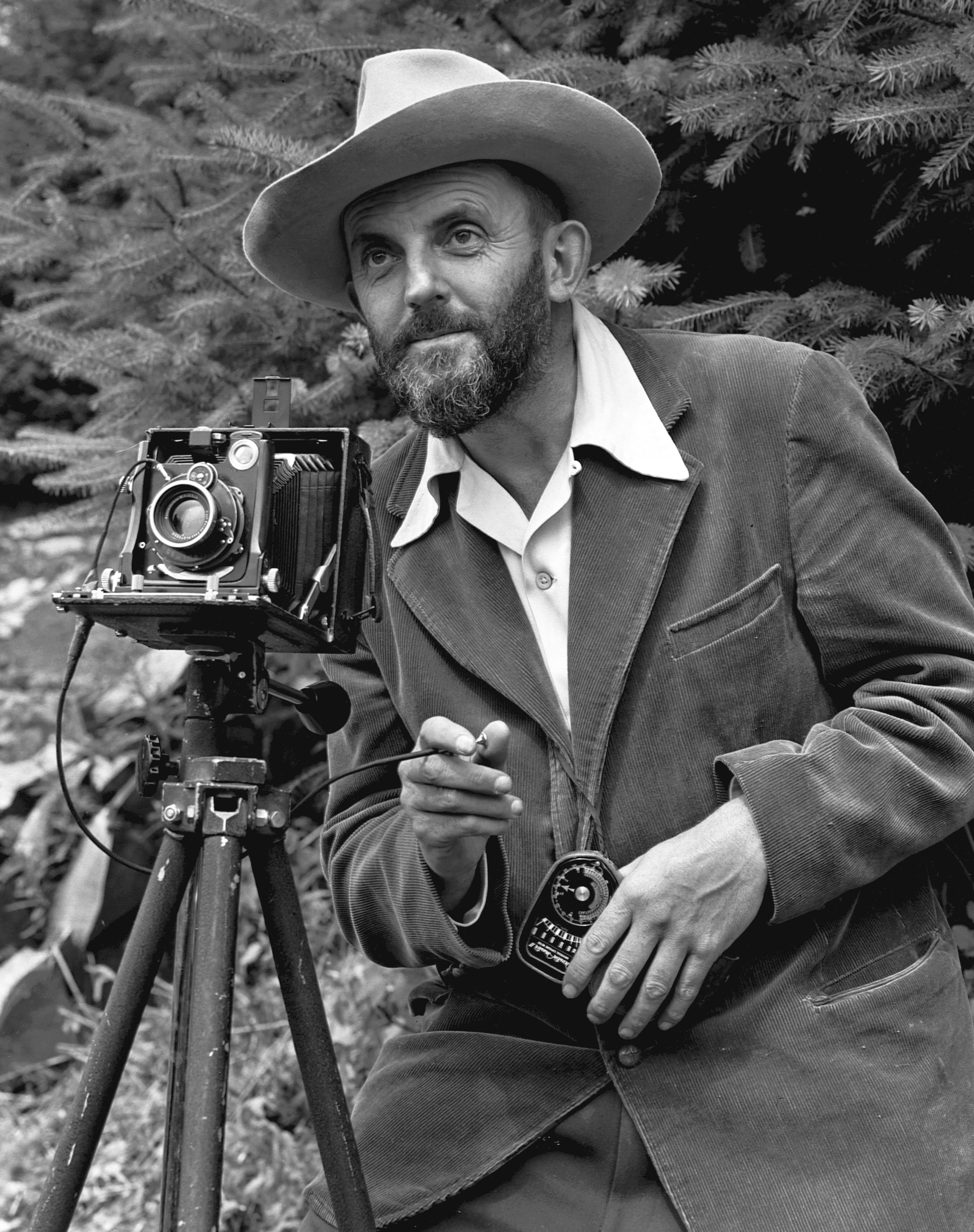
Ansel Adams

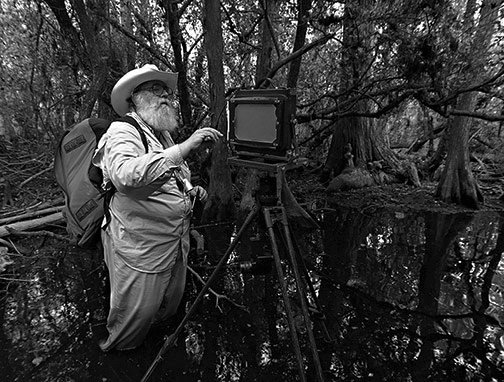
Clyde Butcher vyhrál v roce 2000

Cena Ansela Adamse (anglicky Ansel Adams Award for Conservation Photography) je fotografické ocenění pojmenované na počest amerického fotografa Ansela Adamse, kterou uděluje Sierra Club. Cenu získávají "fotografové, kteří svůj talent využívají pro ochranu přírody".

## Seznam vítězů
- 1971 – Donald M. Bradburn
- 1972 – Beverly Steveson
- 1973 – Leonard Berkowitz
- 1974 – Bruce Barnbaum
- 1975 – cena nebyla udělena
- 1976 – C. Scott Heppel
- 1977 – cena nebyla udělena
- 1978 – C. C. Lockwood
- 1979 – cena nebyla udělena
- 1980 – cena nebyla udělena
- 1981 – Ernie Day
- 1982 – cena nebyla udělena
- 1983 – Dewitt Jones
- 1984 – Galen Rowell
- 1985 – Tupper Ansel Blake
- 1986 – Robert M. Lindholm
- 1987 – cena nebyla udělena
- 1988 – Tom Algire
- 1989 – Robert Glenn Ketchum
- 1990 – Edward Schell
- 1991 – Stephen Trimble
- 1992 – J. D. Marston
- 1993 – John Fielder
- 1994 – cena nebyla udělena
- 1995 – William Neill
- 1996 – cena nebyla udělena
- 1997 – Frans Lanting
- 1998 – Jim Stimson
- 1999 – cena nebyla udělena
- 2000 – Clyde Butcher
- 2001 – Robin Way
- 2002 – Jack Jeffrey
- 2003 – Douglas Steakley
- 2004 – Ken a Gabrielle Adelman
- 2005 – Larry Allen
- 2006 – Gary Braasch
- 2007 – Wilbur Mills
- 2008 – Steven Kazlowski
- 2009 – Joshua Wolfe
- 2010 – Chris Jordan
- 2011 – Ian Shive[2]
- 2012 – Florian Schulz
- 2013 – James Balog
- 2014 – Krista Schlyer
- 2015 – Boyd Norton
- 2016 – Nick Brandt
- 2017 – Michael Forsberg
- 2018 – Thomas D. Mangelsen[3]
- 2019 – Tim Palmer[4]
- 2020  — Rob Badger a Nita Winter[5]
- 2021 — Joel Sartore[6]
- 2022 — QT Luong[7]